# Haloperidol
A haloperidol (INN) a butirofenon-származékok csoportjába tartozó pszihotikum. 
A VIII. Magyar Gyógyszerkönyvben  Haloperidolum     néven hivatalos.  

## Hatásmechanizmusa
A haloperidol a központi dopamin receptorok erős blokkolója, ezért az erős neuroleptikumok közé sorolják. A haloperidolnak nincs antihisztamin és antikolinerg aktivitása.
A haloperidol, a közvetlen központi dopamin-receptor gátló tulajdonsága következtében igen hatásos az érzékcsalódások (hallucinációk) kezelésében (feltehetőleg a mesocorticalis és limbikus területeken kifejtett hatás révén) és hat a basalis ganglionokra (nigrostriatalis nyaláb) is. Jelentős pszichomotoros nyugtató hatással rendelkezik, ami magyarázhatja mániában és más késztetésekkel járó kórképekben jelentkező kedvező hatását.
agykéreg alatti aktivitása révén nyugtató hatású, valamint krónikus fájdalomban jól alkalmazható kiegészítőként.
Az agyi törzsdúcokra kifejtett hatása magyarázhatja extrapiramidális mellékhatásait (disztónia, akathisia, parkinsonizmus).
Jelentős perifériás antidopaminerg aktivitása hányinger- és hányásellenes (a kemoreceptor trigger zónán keresztül), emésztőrendszeri záróizom nyugtató és a prolaktin felszabadulást fokozó (az adenohypophysis szintjén gátolva a PIF (prolactin inhibiting factor) aktivitását, hatásait magyarázza.

## Farmakokinetikai tulajdonságai
A haloperidol szájon át történő adagolása esetén a sejtplazma csúcskoncentráció 2-6 óra között van, míg izomba adott injekció adásnál kb. 20 perccel a beadás után. Szájon át történő adagolás esetén a haloperidol biológiai hasznosulása 60-70%. A hatóanyag lebomlására vonatkozó plazmafelezési idő szájon át adás után átlagosan 24 (12-38) óra, míg izom-injekció után átlagosan 21 (13-36) óra. A terápiás válaszhoz 4 μg/l-től 20-25 μg/l-ig terjedő plazmakoncentráció szükséges. A haloperidol könnyen átjut a vér-agy gáton.
A haloperidol 92%-ban kötődik a plazmafehérjékhez. Kiürülése a széklettel (60%) és a vizelettel (40%) történik. A haloperidol kb. 1%-a változatlan formában ürül a vizelettel. Az egyensúlyi megoszlási térfogata magas (7,9±2,5 l/kg).
A haloperidol plazmakoncentrációjának és legtöbb farmakokinetikai paraméterének nagy az inter-individuális (egyének közötti), de kicsi az intra-individuális (egyénen belüli) variabilitása. Ez a variabilitás, mint számos más a májban lebomló gyógyszer esetében, részben a máj reverzibilis oxidációs/redukciós metabolizmusútjának aktivitásával magyarázható. A haloperidol egyéb metabolizmus útjai még az oxidatív N-dealkiláció és a glükuronidáció.

## Javallatok
- pszichotikus szindrómák (szkizofrénia, mánia, szkizoaffektív zavar, pszichomotoros nyugtalanság, agresszivitás, alkoholelvonási tünetek)
- túlmozgásos tünetek (Huntington-corea, Tourette-szindróma)
- fájdalom csillapítására, elsődleges szerek mellett a dózis csökkentése céljából
- más módon nem csillapítható hányinger, hányás
- papagájoknak szokták adni, hogy ne tépdessék egymás tollát[1]

## Ellenjavallatok
- kóma
- idegrendszer depressiv állapota
- Parkinson-kór
- basalis ganglionok sérülése
- 3 év alatti gyermek

Relatív ellenjavallat
- terhesség
- szoptatás

## Adagolása
- akut szkizofrénia: 5–10 mg im (intramuscularisan) vagy iv (intravénásan), 30 percenkén ismételhető, maximum: 60 mg/nap; 3×1/2-4 tbl. (tabletta) vagy 3×7-60 csepp
- alkoholelvonási tünetek: 3×1-2 tbl., 3×5-10 csepp, emelhető 3×15-30 cseppig
- hyperkinesia: 3×3-5 csepp
- fájdalom: 1,5–3 mg vagy 3×3-10 csepp
- hányinger/hányás: 2,5–5 mg im, iv
- papagájnak 0,2 mg/kg

## Mellékhatásai
- Idegrendszeri: extrapiramidális-szindróma (tremor, rigiditás, nyálazás, bradykinesia, akathisia, akut dystonia), neuroleptikus malignus szindróma (NMS) (hyperthermia, generalizált izomrigiditás, vegetatív instabilitás, változó tudati állapot), dyskinesia, depresszió, epilepsziás görcsök
- Kardiológiai: tachycardia, hypotensio, QT-szakasz megnyúlás, kamrai aritmiák
- Gastroenterológiai: dyspepsia, májfunkció eltérések, hepatitis, cholestasis, nyálazás
- Urológiai: vizeletretenció, priapismus, erekció zavar
- Endokrín: hyperprolactinaemia, galactorrhoea, gynaecomastia, oligo- vagy amenorrhoea
- Haematológiai: anaemia, agranulocytosis, thrombocytopenia.